# استنتن (کنتاکی)
استنتن (به انگلیسی: Stanton) شهری در ایالت کنتاکی کشور ایالات متحده آمریکا است که جمعیت آن در سرشماری سال ۲۰۱۰ میلادی، ۲٬۷۳۳ نفر بوده‌است.